# Židovice (Hradec Králové)
Židovice é uma comuna checa localizada na região de Hradec Králové, distrito de Jičín‎.